# Mns Dayah Nyong
Mns Dayah Nyong is een bestuurslaag in het regentschap Pidie Jaya van de provincie Atjeh, Indonesië. Mns Dayah Nyong telt 550 inwoners (volkstelling 2010).